# Henry G. Blasdel
Henry Goode Blasdel (Lawrenceburg, 29 gennaio 1825 – Oakland, 26 luglio 1900) è stato un politico statunitense, membro del Partito Repubblicano e primo governatore del Nevada, in servizio durante la guerra di secessione americana ed i primi anni dell'era della Ricostruzione.

## Biografia
Blasdel nacque il 29 gennaio 1825 nei pressi di Lawrenceburg, in Indiana. Ebbe un'educazione limitata alla scuola pubblica del suo stato natale. Sposò Sarah Jane Cox, dalla quale ebbe tre figli: Sherril Weaver Blasdel, Henry Goode Blasdel e Lillian Blasdel Bernard.

### Carriera
Blasdel lavorò come agricoltore, negoziante e capitano di una barca fluviale prima di trasferirsi in Nevada nel 1861, dove divenne cronista della contea di Storey. Partecipò al National Union League Committee che notificò al presidente Abraham Lincoln la sua rielezione.  Fu anche minatore e dipendente di una segheria.
Blasdel fu eletto governatore nel 1864 e rieletto nel 1866. Durante il suo mandato il governo statale fu organizzato, altra terra fu ceduta allo stato, furono fatti i progetti per il primo campidoglio statale e si dovette affrontare una rivolta indiana.
Dopo il suo mandato da governatore, Blasdel si ritirò dalla vita pubblica e nel 1891 si trasferì con la famiglia ad Oakland, in California, dove continuò a lavorare nella miniera e nella segheria.

### Morte
Blasdel morì in casa propria ad Oakland, in California, il 22 luglio 1900. Fu sepolto nel Mountain View Cemetery di Oakland, contea di Alameda, California.